# Wolfgang Siemens

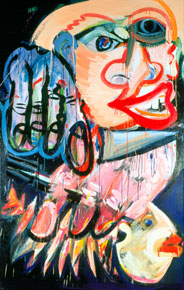

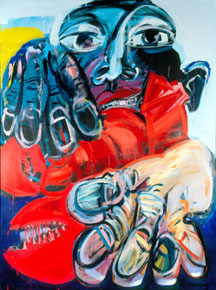

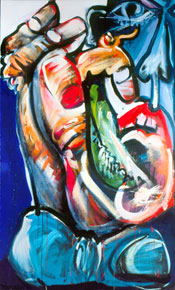
TRIPTYCHON LE FRUIT DE MER I - 1998 - 1999
ACRYL UND ÖL AUF LEINWAND
- FISCH (RECHTS)
- HUMMER (MITTE)
- AUSTER (LINKS)
200x120/150/120 CM

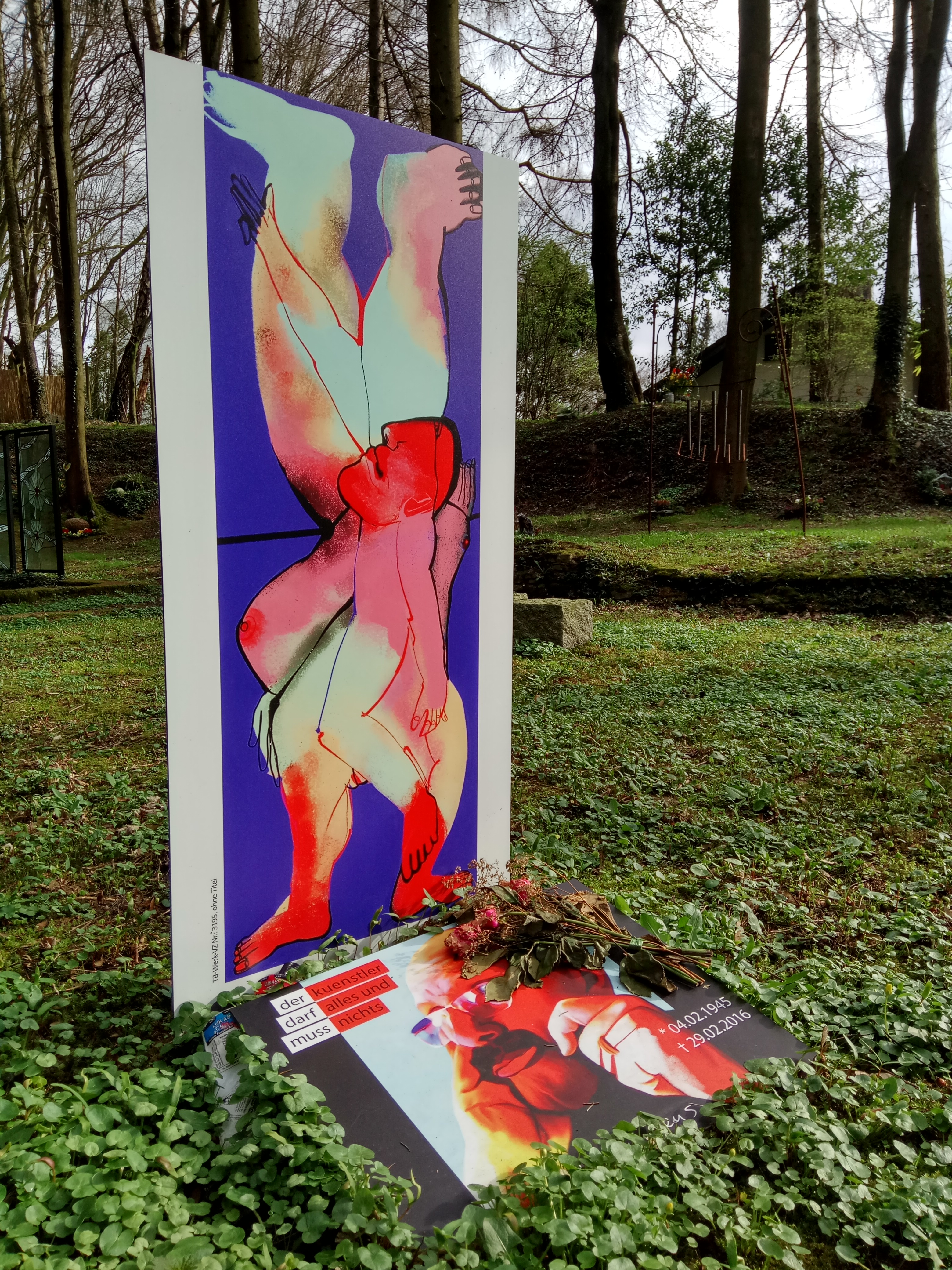

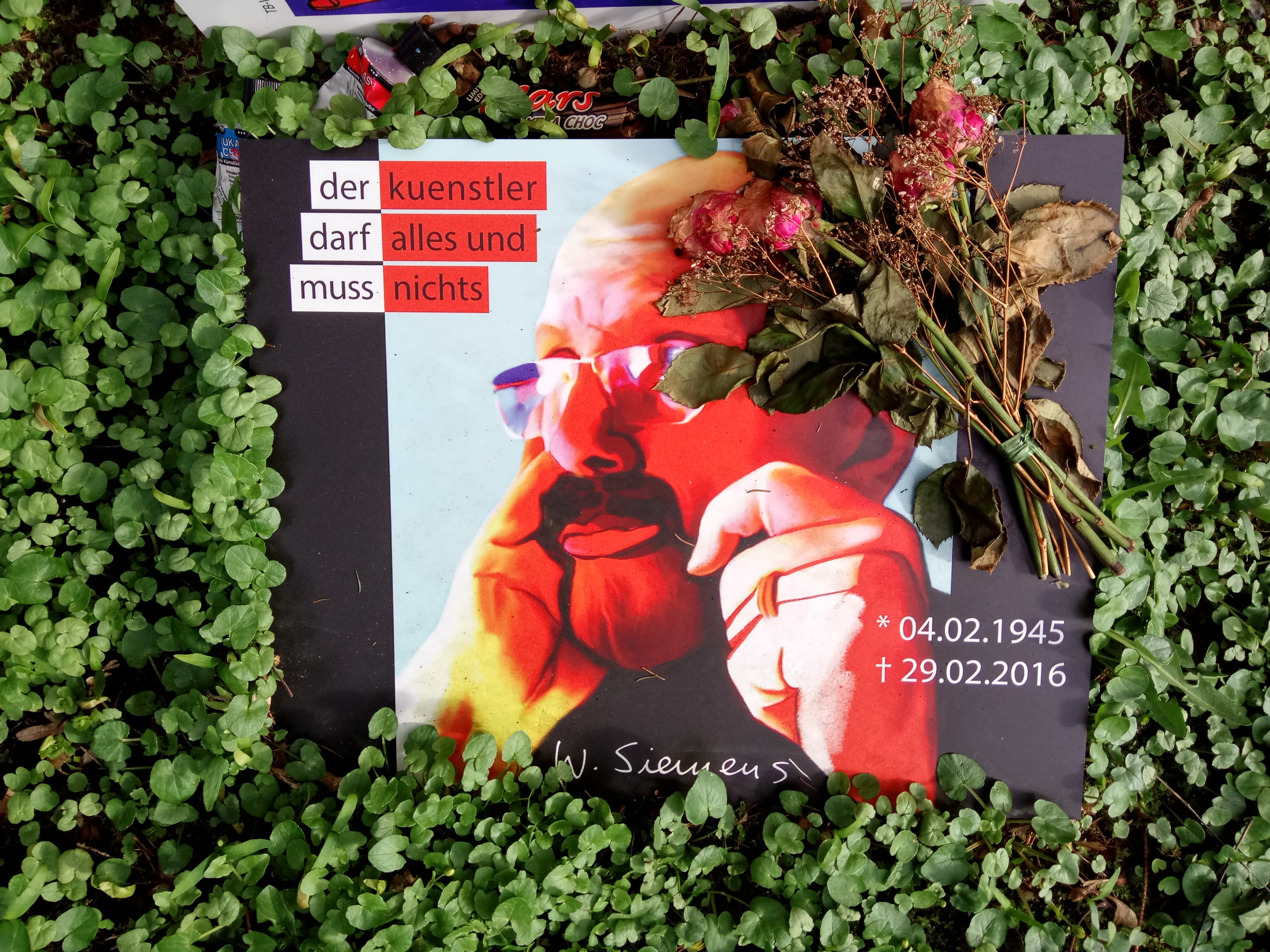

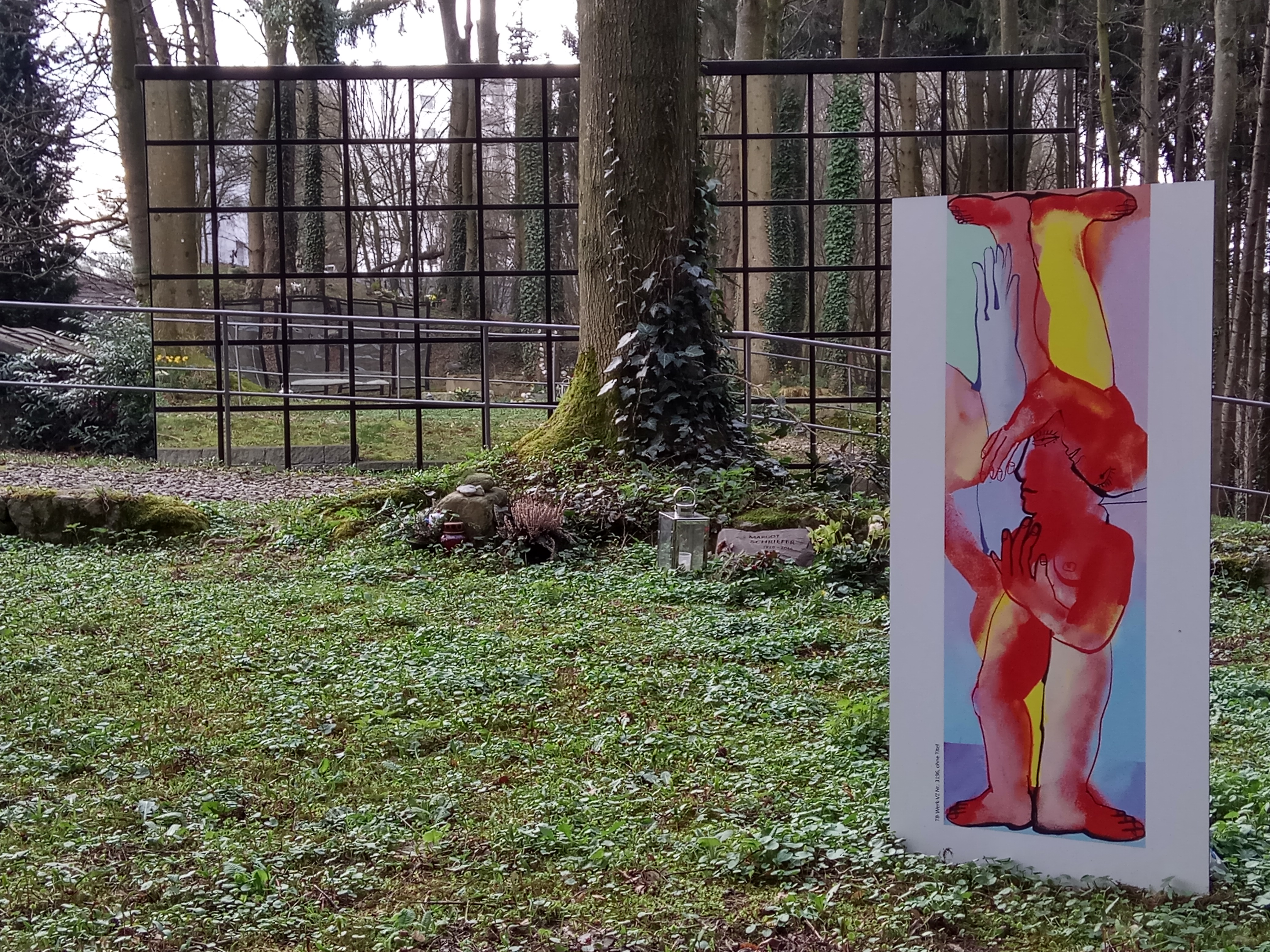
GRABSTÄTTE VON WOLFGANG SIEMENS IM BESTATTUNGSGARTEN PÜTZ-ROTH, BERGISCH GLADBACH

Wolfgang Siemens (* 4. Februar 1945 in Pößneck, Thüringen; †  29. Februar 2016 in Benidorm) war ein deutscher Maler.

## Leben
Wolfgang Siemens wurde 1945 in Pößneck in Thüringen geboren. 1961 begann Siemens ein Studium der freien Malerei an den Kölner Werkschulen bei Friedrich Vordemberge und später bei Karl Marx mit einer Ernennung zum Meisterschüler von Friedrich Vordemberge. Siemens gehörte zu den bekannten Absolventen der Kölner Werkschulen.
1970 machte ihn eine Ausstellungsbeteiligung in der Kölner Josef-Haubrich-Kunsthalle einem größeren Publikum bekannt. Von 1969 bis 1979 unterrichtete Siemens zusätzlich als Kunstlehrer an einem Kölner Gymnasium. Ab 1979 wandte er sich ausschließlich der Malerei zu. 1980 hatte er eine Einzelausstellung in New York. Bis 1984 lebte er mit kurzen Unterbrechungen in Paris, Südfrankreich und Marokko.
Der Bundesverband Bildender Künstler richtete ihm 1984 eine retrospektive Ausstellung aus. 1986 geriet Siemens in eine persönliche und künstlerische Krise. Der Wandel im  Milieu und der Tod seines Vaters ließen ihn am Sinn der Malerei und der Kunst zweifeln. Er vernichtete  dabei sämtliche in seinem Besitz befindlichen Gemälde.
Ab 1990 wendete sich Siemens wieder der Malerei zu. Zwischen 1990 und 2015 vermittelte er die Kunst als Dozent für Aktzeichnen und freie Malerei an zahlreiche Schüler in Köln und langsam und in Schüben entstanden seitdem seine Gemälde und Gouachen. Ab 2001 widmete er sich zunehmend digitalen Arbeiten und ab 2005 konnte er krankheitsbedingt nicht mehr an der Leinwand arbeiten und verlegte sich vollständig auf digitale Arbeiten. Seit 2004 lebte er zuletzt in Pulheim.
In der artothek Köln - Raum für junge Kunst kann Siemens Werk „Freundinnen“ (1972) ausgeliehen werden. 2020 fand postum eine Erinnerungsausstellung in der Kölner Galerie Eyegenart in Ehrenfeld statt, zudem wurden die digitalen Werke Siemens von seiner Witwe Karin Siemens digital ausgestellt.